# Amblyseius longimedius
Amblyseius longimedius är en spindeldjursart som beskrevs av Wang och Xu 1991. Amblyseius longimedius ingår i släktet Amblyseius och familjen Phytoseiidae. Inga underarter finns listade i Catalogue of Life.